# Martin Wilke (Fußballtrainer)
Martin Wilke (* 15. November 1926; † 6. November 2021) war ein deutscher Fußballtrainer. Mit dem Hamburger SV gewann er 1963 den DFB-Pokal, wurde dreimal Meister in der Oberliga Nord und war deren erster Bundesliga-Trainer.

## Leben
Nach der Rückkehr aus der Kriegsgefangenschaft im Jahre 1947 absolvierte er an der Sporthochschule Köln im zweiten Lehrgang unter Leitung von Sepp Herberger eine Ausbildung zum Fußballlehrer. Lehrgangskollegen waren Herbert Burdenski, Georg Gawliczek, Emil Izsó, Kuno Klötzer, Helmut Kronsbein und Klaus-Peter Kirchrath. Gleichzeitig studierte er Lehramt für Englisch und Geographie. Wilke war 1957 Mitglied der ersten Stunde im Bund Deutscher Fußball-Lehrer.
Das erste Engagement beim Hamburger SV hatte er bereits von 1954 bis 1956 in der Oberliga Nord. Als Nachfolger von Georg Knöpfle war er gemeinsam mit Günter Mahlmann als Trainer für die neue HSV-Generation um Uwe Seeler und Klaus Stürmer verantwortlich. Die Aufgabenverteilung war eindeutig: Mahlmann, auch Geschäftsführer des Vereins, war der „Lenker“ und Wilke der Mann für das praktische Training. Die Titel im Norden in den Jahren 1955 und 1956 wurden geholt und damit auch Einzug in die Endrunden um die deutsche Fußballmeisterschaft gehalten. Jeweils musste man mit dem zweiten Gruppenplatz vorliebnehmen. 1955 hinter dem 1. FC Kaiserslautern und 1956 punktgleich mit 9:3 Zählern hinter Borussia Dortmund, die sich im Finale mit 4:2 Toren gegen den Karlsruher SC durchsetzen konnten. Unter Wilke gewann der Hamburger Fußball-Verband mit seiner Amateur-Auswahlmannschaft den DFB-Länderpokal 1959 und 1961.
1962 wurde er Cheftrainer des Hamburger SV. Er war der erste Trainer des Hamburger SV in der Fußball-Bundesliga (Saison 1963/64), ebenso im Jahr zuvor in der Oberliga Nord. 1963 gewann er mit seiner Mannschaft am 14. August in Hannover mit 3:0 Toren gegen Borussia Dortmund den DFB-Pokal. Im Europapokal der Pokalsieger der Runde 1963/64 betreute er den HSV bei den drei Spielen in der 2. Runde gegen CF Barcelona. Nach dem 4:4 im Hinspiel und dem 0:0 im Rückspiel fand am 18. Dezember 1963 in Lausanne ein Entscheidungsspiel statt. Der HSV gewann mit 3:2 Toren. Im Viertelfinale schied Wilke mit seiner Mannschaft gegen Olympique Lyon im März 1964 durch eine 0:2-Niederlage – zwei Tore durch Nestor Combin – aus. Nach dem Ende der Premierensaison der Fußball-Bundesliga wurde Wilkes Vertrag in Hamburg nicht verlängert. Seine Bundesliga-Bilanz: sechster Platz, 11 Siege, 10 Unentschieden, 9 Niederlagen.
In der Regionalliga Nord betreute er die Rot-Schwarzen aus dem Stadion Marienthal, SC Concordia Hamburg, in den Runden 1964/65 bis 1967/68. Danach trainierte er im Amateurbereich Eintracht Garstedt und war (gleichzeitig und danach) für den Norddeutschen Fußball-Verband als Betreuer von dessen Auswahlmannschaft tätig.
Nach seiner Karriere als Fußballtrainer unterrichtete er am Coppernicus-Gymnasium in Norderstedt. Wilke hatte zwei Töchter und lebte in Norderstedt. Seit dem Tod von Rudi Gutendorf 2019 war Martin Wilke der letzte lebende Trainer aus der ersten Bundesliga-Saison 1963/1964. Martin Wilke starb am 6. November 2021, 9 Tage vor seinem 95. Geburtstag.

## Erfolge
- DFB-Pokal: 1963
  - Finalist: 1956
- Meister Oberliga Nord: 1954/55, 1955/56, 1962/63
- Norddeutscher Pokal: 1956
- Amateur-Länderpokal: 1959, 1961